# Salon international de l'aéronautique et de l'espace de Paris - Le Bourget
Pour les articles homonymes, voir SIAE.
Le Salon international de l'aéronautique et de l'espace de Paris - Le Bourget, plus connu sous le nom de Salon du Bourget, ou sous le sigle SIAE, est une des plus importantes manifestations internationales de présentation de matériels aéronautiques et spatiaux, se déroulant à l'aéroport du Bourget, au nord-est de Paris. Connu des anglophones sous le nom de Paris Air Show, il est organisé tous les deux ans (les années impaires), juste avant et en alternance avec le salon aéronautique de Farnborough en Angleterre, et le Salon aéronautique international de Berlin (ILA) en Allemagne. Il est le premier rendez-vous de l'industrie aéronautique mondiale.
Le salon comprend des journées réservées aux professionnels et des journées ouvertes au grand public. Les constructeurs présentent souvent leurs aéronefs les plus récents dans des démonstrations en vol.

## Histoire

### Les débuts

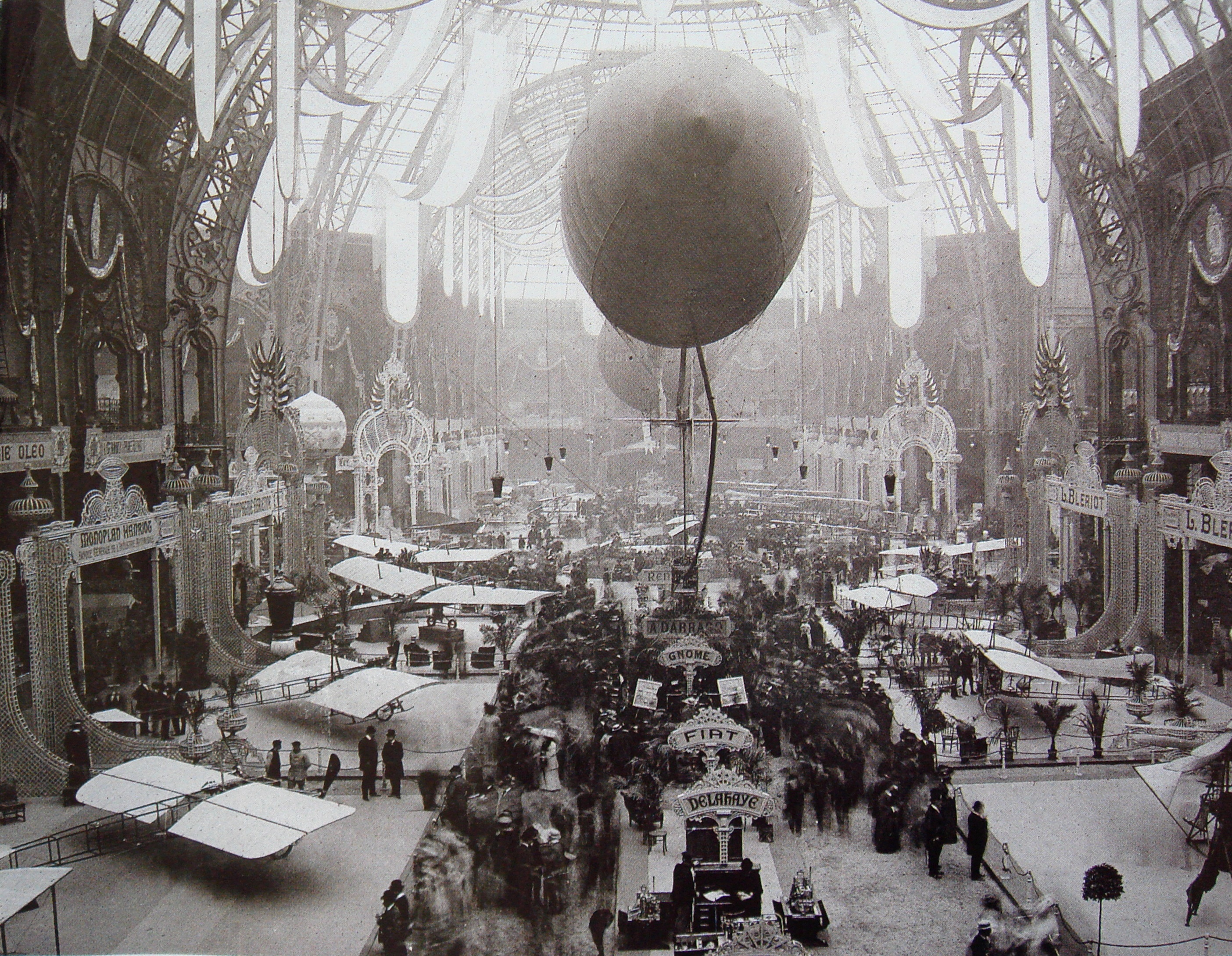
Le premier Salon de la locomotion aérienne au Grand Palais (Paris) en 1909.

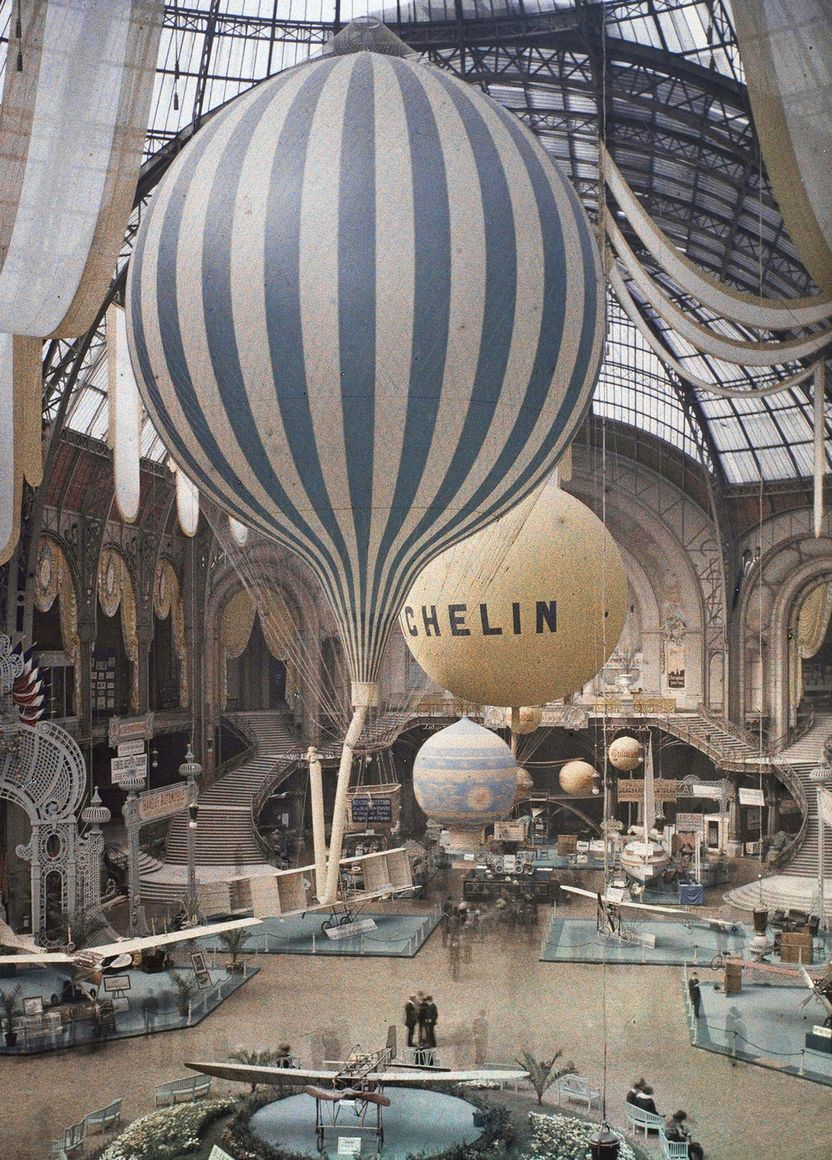
Léon Gimpel, L'Exposition aéronautique au Grand Palais, Paris, 1909.

En décembre 1908, une section « réservée aux choses de l’air » est créée dans le cadre du salon de l'automobile au Grand Palais à Paris. L'année suivante, en septembre 1909, bien que toujours associé au Salon de l'automobile, la manifestation devient la première exposition internationale de la locomotion aérienne, première manifestation purement aéronautique, marquant les débuts de l'industrie aéronautique en France. Ce salon est créé par André Granet (1881-1974) et Robert Esnault-Pelterie (1881-1957), pionnier de l'aéronautique et inventeur, qui ont créé l'année précédente l'Association des industriels de la locomotion aérienne.  André Granet, architecte des bâtiments de France, a mis en scène au Grand Palais la quarantaine d'aéronefs dont le Blériot XI qui a réalisé deux mois plus tôt, le 25 juillet, la première traversée de la Manche, exposé au centre de la galerie, non loin de son concurrent malheureux, le Levavasseur Antoinette, exemplaire similaire de celui d'Hubert Latham qui a fini dans la Manche à cause d'une panne de moteur. Le salon est un succès avec plus de 380 exposants dont 115 dans la construction ou la fourniture d'équipement aéronautique et plus de 100 000 visiteurs. Le salon va, jusqu'au début de la Première Guerre mondiale, se tenir tous les ans, au Grand Palais. En 1910, le premier turboréacteur est présenté comme « turbo-propulseur » par le roumain Henri Coandă. La Ve exposition internationale en décembre 1913 est dominée par les matériels militaires et s'ouvre plus largement aux constructeurs étrangers. Ainsi le Britannique Bristol présente-t-il un système de largage de bombes et les Français Louis Blériot et Henri Farman des avions de reconnaissance. Ce salon marque aussi l'apparition des nouvelles techniques aéronautiques avec des fuselages conçus en soufflerie ou des moteurs plus puissants. Aucun salon ne se tient pendant la Première Guerre mondiale.

### L'entre-deux-guerres
Toujours au Grand Palais, la VIe édition est organisée en décembre 1919. Elle marque les progrès accomplis par l'aéronautique pendant le conflit et le public vient voir les « avions de la Victoire ». Une quarantaine d'aéronefs sont exposés dont les Breguet XIV, les SPAD ou les Nieuport. Mais apparaissent aussi les premiers avions commerciaux avec les Goliath de Farman ou le premier avion « économique » présenté par Henry Potez. Mais la fin de la guerre marque le temps des restrictions et une décroissance de l'industrie aéronautique (ses effectifs vont passer de 100 000 personnes en 1919 à moins de 4 000 en 1921). Le salon ne se tiendra plus qu'une année sur deux, décision est prise de l’organiser les années impaires conjointement par Louis Charles Breguet, président de la Chambre syndicale des industries aéronautiques (CSIAé), et André Granet, le commissaire du salon. 

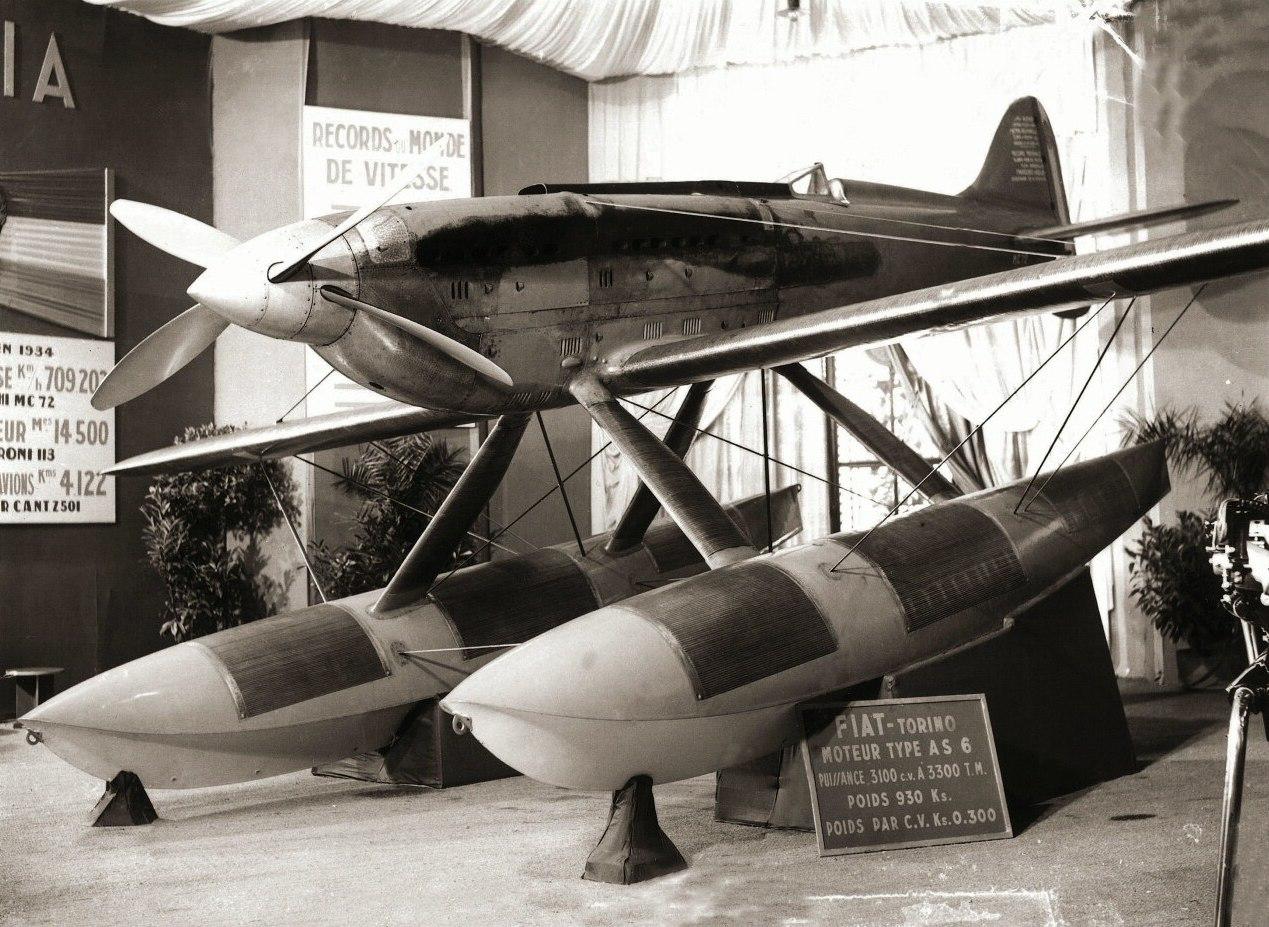
Le Macchi M.C.72 exposé fin 1934 au salon de l'aviation, au Grand Palais.

Le salon de 1921 ne réunit que trente-trois appareils et peu de constructeurs étrangers. Cette situation un peu morose se prolonge tout le long des années 1920 et au début des années 1930 avec une industrie certes innovante mais manquant de moyens. L'exposition de 1934, qui prend le nom de salon de l'aviation, marque un tournant avec 62 avions exposés et la participation de constructeurs allemands, italiens, britanniques, polonais et soviétiques. Sont ainsi, par exemple, exposés : l'avion de transport allemand Junkers Ju 52, l'hydravion expérimental italien — détenteur du record du monde de vitesse — Macchi M.C.72 et le chasseur français Dewoitine D.500. Ce salon montre les progrès réalisés par les autres pays en aéronautique. Les salons, redevenus annuels, marquent le relatif déclin de l'aéronautique française qui devient alors plus suiveuse que pionnière. Le XVIe salon et dernier salon avant-guerre se tient au Grand Palais en novembre et décembre 1938. Soixante-quatorze appareils sont exposés dont de nombreux avions militaires. Il marque le retard de l'aéronautique française où le Morane-Saulnier MS.406 français fait pâle figure face aux Spitfire britannique et Messerschmitt Bf 109 allemands. Les moteurs exposés témoignent aussi de ce retard, les modèles français accusant 100 ch de moins que les plus puissants modèles étrangers. La France expose bien des prototypes prometteurs comme le  Dewoitine D.520 et le bombardier Lioré-et-Olivier LeO-45 destinés à la nouvelle armée de l'Air française qui vient d'être créée mais ceux-ci ne pourront être produits en masse avant l'entrée en guerre.

### Après guerre
Le XVIIe salon s'ouvre en novembre 1946 à l'initiative de Raymond Saulnier et de l'Union syndicale des industries aéronautique, nouveau nom de la Chambre syndicale. André Granet en a fait le décor. L'aviation à réaction est apparue durant l'été 1944 en Allemagne, et certains chasseurs à réaction sont exposés dont le biréacteur britannique Gloster Meteor détenteur du nouveau record de vitesse avec 911 km/h ou l'américain Lockheed F-80 Shooting Star. Le premier avion a réaction français y est aussi exposé, le SNCASO SO.6000 Triton qui n'a fait son vol inaugural que quatre jours avant l'ouverture du salon.
Le salon suivant se tient en 1949. Y sont exposés le Dassault Ouragan, premier chasseur français à réaction de série et le premier hélicoptère 100 % français, le SNCASE SE-3101. Pour la première fois, une partie du salon se tient hors du Grand Palais avec des démonstrations et une parade aérienne à Orly sur la journée du 14 mai. Afin de faciliter ses démonstrations, le salon se tient désormais au milieu du printemps (à l'exception du salon de 1928, les salons précédents s'étaient toujours tenus en fin d'année) 
Le XIXe salon de 1951 est le dernier qui se tient au Grand Palais. Il est doublé de démonstrations aériennes et d'importantes parades à l'aéroport du Bourget. Celles-ci durent neuf jours, du 22 juin au 1er juillet). Les deux sites connaissent une affluence exceptionnelle. Sur le site du Bourget, plus de deux cents appareils civils et militaires sont présentés au public.

### Le Bourget
Le XXe salon de 1953 se tient intégralement au Bourget. André Granet y a construit un bâtiment en demi-rotonde (toujours utilisé aujourd'hui) pour accueillir les exposants. Cent-soixante avions et hélicoptères sont exposés. Kostia Rozanoff y franchit pour la première fois en France et en public le mur du son sur un Mystère IV suivi par Jacques Guignard sur Vautour.
Le salon de 1955 voit la présentation de la première Caravelle avec le prototype SE-210. Le salon accueille 283 000 spectateurs et de l'hélicoptère Alouette II. Ce salon et les salons suivants seront marqués par le développement de l'avion commerciale, des hélicoptères et de la compétition aéronautique militaire avec entre autres l'apparition des bombardiers stratégiques.
Le salon de 1961 voit exposer, au Salon de l'Espace organisé conjointement, le premier engin spatial, avec la cabine Mercury américaine. Il est marqué aussi par le premier accident mortel avec le crash du B-58A Hustler de l'US Air Force dans lequel périssent ses trois membres d'équipage.
L'édition de 1963 change de nom pour s'appeler « Salon International de l'Aéronautique et de l'Espace », son nom actuel.

## Liste des salons

### Salons de 1908 à 1959
| Date                                  | Intitulé | Événements notables |
| ------------------------------------- | --- | --- |
| du 24 au 30 décembre 1908             | 11e Salon de l’Automobile section « Réservée aux Choses de l’Air »                                                                          | C'est le premier salon international de l'aéronautique. Y sont exposés l’avion de Clément Ader, la Demoiselle d’Alberto Santos-Dumont ou encore le dirigeable Ville-de-Bordeaux, trônant au centre de la coupole. |
| du 25 septembre au 17 octobre 1909    | 12e Salon de l’Automobile 1re Exposition Internationale de la Locomotion Aérienne (se tient au Grand Palais à Paris à partir de cette date) | Présentation du Blériot XI qui a traversé la Manche. |
| du 15 octobre au 2 novembre 1910      | 2e Exposition de la Locomotion Aérienne | |
| du 16 décembre 1911 au 2 janvier 1912 | 3e Exposition de la Locomotion Aérienne | |
| du 26 octobre au 10 novembre 1912     | 4e Exposition de la Locomotion Aérienne | Le salon sera l'occasion pour les frères Michelin de lancer une pétition nationale pour la numérotation des routes, qui sera signée notamment par le président Armand Fallières. |
| du 5 au 25 décembre 1913              | 5e Exposition de la Locomotion Aérienne | |
| du 19 décembre 1919 au 4 janvier 1920 | 6e Exposition Internationale de la Locomotion Aérienne                                                                                      | Les « avions de la Victoire » et les premiers avions commerciaux |
| du 17 au 27 novembre 1921             | 7e Salon de l’Aéronautique | |
| du 15 décembre 1922 au 2 janvier 1923 | 8e Exposition Internationale de l’Aéronautique                                                                                              | |
| du 5 au 21 décembre 1924              | 9e Salon d’Aviation | |
| du 3 au 19 décembre 1926              | 10e Salon d’Aviation | |
| du 29 juin au 15 juillet 1928         | 11e Salon d’Aviation | |
| du 12 novembre au 14 décembre 1930    | 12e Salon d’Aviation | |
| du 18 novembre au 14 décembre 1932    | 13e Salon d’Aviation | |
| du 16 novembre au 4 décembre 1934     | 14e Salon d’Aviation et 4e Exposition de la Photogrammétrie                                                                                 | Macchi M.C.72, détenteur du record du monde de vitesse |
| du 13 au 29 novembre 1936             | 15e Salon d’Aviation | |
| du 25 novembre au 11 décembre 1938    | 16e Salon d’Aviation | Présentation des Spitfire et Messerschmitt |
| du 15 novembre au 1er décembre 1946   | 17e Salon International de l’Aviation | Présentation des premiers chasseurs à réaction |
| du 26 avril au 15 mai 1949            | 18e Salon de l’Aéronautique | Dassault Ouragan, premier chasseur français à réaction de série |
| du 15 juin au 1er juillet 1951        | 19e Salon International de l’Aéronautique                                                                                                   | Démonstration du Bristol Brabazon, long-courrier octomoteur britannique. |
| du 26 juin au 5 juillet 1953          | 20e Salon International de l’Aéronautique                                                                                                   | Kostia Rozanoff franchit le mur du son, sur Dassault Mystère IV |
| du 10 au 19 juin 1955                 | 21e Salon International de l’Aéronautique                                                                                                   | Présentation de la Caravelle |
| du 24 mai au 2 juin 1957              | 22e Salon International de l’Aéronautique                                                                                                   | Première apparition hors Union soviétique de Tupolev Tu-104. Présentation des missiles américains Martin MGM-1 Matador et Northrop SM-62 Snark. Présentation des prototypes français Nord 1405 Gerfaut II, SNCASE SE-202 Durandal et SNCASE SE.5000 Baroudeur, Dassault Mirage III et Étendard IV, le Breguet Br.1001 Taon et Br.1050 Alizé, le Fouga CM-175 Zéphyr et l'avion expérimental C400 P2 « Atar volant ». Présentation des avions britanniques Hawker Hunter T7, Folland Gnat GNAT-39-2 et le Supermarine Scimitar F. 1. Présentation du prototype espagnol Hispano Aviación HA-200R. Première grande confrontation entre patrouilles acrobatiques et notamment les skyblazers américains et les Cavallino Rampante italiens. |
| du 12 au 21 juin 1959                 | 23e Salon International de l’Aéronautique                                                                                                   | |

### Salons de 1961 à 1999
| Date                     | Intitulé                                                        | Événements notables |
| ------------------------ | --------------------------------------------------------------- | --- |
| du 26 mai au 4 juin 1961 | 24e Salon International de l’Aéronautique 1er Salon de l’Espace | Exposition de la cabine spatiale Mercury Crash : Convair B 58-A Hustler (3 morts)                                                     |
| du 7 au 16 juin 1963     | 25e Salon International de l’Aéronautique et de l’Espace        | Crash : Hawker Siddeley Harrier P.1127 (pas de victime)                                                                               |
| du 11 au 21 juin 1965    | 26e Salon International de l’Aéronautique et de l’Espace        | Crash : Convair B 58-A Hustler (1 mort - 2 blessés) Crash : FIAT G91 (9 morts)                                                        |
| du 26 mai au 4 juin 1967 | 27e Salon International de l’Aéronautique et de l’Espace        | Crash : Fouga Magister de la PAF (1 mort)                                                                                             |
| du 29 mai au 8 juin 1969 | 28e Salon International de l’Aéronautique et de l’Espace        | Présentation des Concorde 001 et 002, ainsi que du Boeing 747 Jumbo Jet                                                               |
| du 27 mai au 6 juin 1971 | 29e Salon International de l’Aéronautique et de l’Espace        | |
| du 24 mai au 3 juin 1973 | 30e Salon International de l’Aéronautique et de l’Espace        | Accident du Tupolev 144 (14 morts - 28 blessés)                                                                                       |
| du 30 mai au 3 juin 1975 | 31e Salon International de l’Aéronautique et de l’Espace        | |
| du 2 au 12 juin 1977     | 32e Salon International de l’Aéronautique et de l’Espace        | Crash : Fairchild A10-A (1 mort) |
| du 9 au 17 juin 1979     | 33e Salon International de l’Aéronautique et de l’Espace        | Présentation des Mirage 2000 et Mirage 4000 Exposition de la fusée Ariane                                                             |
| du 5 au 17 juin 1981     | 34e Salon International de l’Aéronautique et de l’Espace        | Crash : Transall MBB (pas de victime) et Dewoitine 520 (pas de victime) François Mitterrand fait désarmer les avions.                 |
| du 27 mai au 5 juin 1983 | 35e Salon International de l’Aéronautique et de l’Espace        | Crash : Soko G-4 Super Galeb (pas de victime) Présentation de la navette spatiale Enterprise, accompagnée du Shuttle Carrier Aircraft |
| du 31 mai au 9 juin 1985 | 36e Salon International de l’Aéronautique et de l’Espace        | Crash : Hydravion "Seastar" de DORNIER (pas de victime)                                                                               |
| du 12 au 21 juin 1987    | 37e Salon International de l’Aéronautique et de l’Espace        | |
| du 9 au 18 juin 1989     | 38e Salon International de l’Aéronautique et de l’Espace        | Crash : Mig-29 (pas de victime) |
| du 14 au 23 juin 1991    | 39e Salon International de l’Aéronautique et de l’Espace        | |
| du 11 au 20 juin 1993    | 40e Salon International de l’Aéronautique et de l’Espace        | |
| du 11 au 18 juin 1995    | 41e Salon International de l’Aéronautique et de l’Espace        | |
| du 15 au 22 juin 1997    | 42e Salon International de l’Aéronautique et de l’Espace        | |
| du 13 au 20 juin 1999    | 43e Salon International de l’Aéronautique et de l’Espace        | Crash : Sukhoï Su-30 (pas de victime)                                                                                                 |

## Salons depuis 2001
| Date                            | Intitulé                                                 | Évènements notables |
| ------------------------------- | -------------------------------------------------------- | --- |
| du 16 au 24 juin 2001           | 44e Salon International de l’Aéronautique et de l’Espace | Présentation du Rafale |
| du 15 au 22 juin 2003           | 45e Salon International de l’Aéronautique et de l’Espace | |
| du 13 au 19 juin 2005           | 46e Salon International de l’Aéronautique et de l’Espace | Présentation de l'Airbus A380 |
| du 18 au 24 juin 2007           | 47e Salon International de l’Aéronautique et de l’Espace | |
| du 15 au 21 juin 2009           | 48e Salon International de l’Aéronautique et de l’Espace | |
| du 20 au 26 juin 2011           | 49e Salon International de l’Aéronautique et de l’Espace | Présentation du Solar Impulse, avion monoplace alimenté uniquement par énergie solaire |
| du 17 au 23 juin 2013           | 50e Salon International de l'Aéronautique et de l'Espace | Retour de l'aviation russe avec notamment la première présentation mondiale du Soukhoï Su-35 |
| du 15 au 21 juin 2015           | 51e Salon International de l'Aéronautique et de l'Espace | |
| du 19 au 25 juin 2017           | 52e Salon International de l'Aéronautique et de l'Espace | Présentation de la nouvelle version de l'Airbus A380 |
| du 17 au 23 juin 2019           | 53e Salon International de l'Aéronautique et de l'Espace | 2 450 exposants, 316 000 visiteurs et environ 140 aéronefs présentés, dont le New Generation Fighter ; le ministère des Armées, sous le slogan « Innover pour vaincre par les airs » avait un stand de 4 900 m2 présentant le Rafale F3-R, les hélicoptères Tigre et NH90, des maquettes du SCAF, du satellite CSO* et du système SYRACUSE IV ; environ 140 milliards de dollars de contrats y auraient été conclus |
| du 21 au 27 juin 2021           |                                                          | Salon annulé en raison de la pandémie de Covid-19 |
| du 19 au 25 juin 2023           | 54e Salon International de l'Aéronautique et de l'Espace | Décarbonation de l'aviation (kérosènes verts, avions hybrides et électriques) ; présentation du drone MALE Aarok (1er modèle français de sa catégorie) ; Airbus domine Boeing avec le plus gros contrat de l’histoire (pour IndiGo). |
| du 16 juin 2025 au 22 juin 2025 | 55e Salon International de l'Aéronautique et de l'Espace | Progression de l’innovation aérospatiale chinoise ; progression des drones, et des enjeux de défense « de la surface à l’espace » dans un contexte géopolitique et climatique tendu ; Airbus devance Boeing avec 846 commandes, options et engagements, dont 250 commandes fermes avec un intérêt marqué pour son A350F (version cargo), alors que Boeing est marqué par le crash du vol Air India 171 quelques jours plus tôt ; mise en avant d'initiatives de décarbonation du secteur aérien (kérosènes dits verts, hydrogène, mais avec mises en service repoussée aux années 2040 + essais de limitation des traînées de condensation chez Airbus, Thales et Safran, dont en modifiant les trajectoires des 3 % des vols qui causent 80 % des traînées, pour 1 à 4 € par passager selon une modélisation, Présentation de l'Airbus Helicopters RACER qui a réalisé son premier vol le 25 avril 2024. |

## Détails sur certains salons, depuis 2003

### Édition 2003 (45eédition)
Pour ce 45e salon aéronautique du Bourget, il y avait, du 16 au 22 juin 2003 :
- 1 728 exposants, venus de 41 pays ;
- 202 aéronefs ;
- 94 159 visiteurs professionnels, venus de 141 pays ;
- 143 199 visiteurs grand public ;
- 3 422 journalistes ;
- 154 délégations officielles, en provenance de 66 pays ;
- 106 201 m2 d’exposition couverte (halls, village, chalets, bâtiments extérieurs) ;
- 192 000 m2 d’exposition statique.

### Édition 2005 (46eédition)

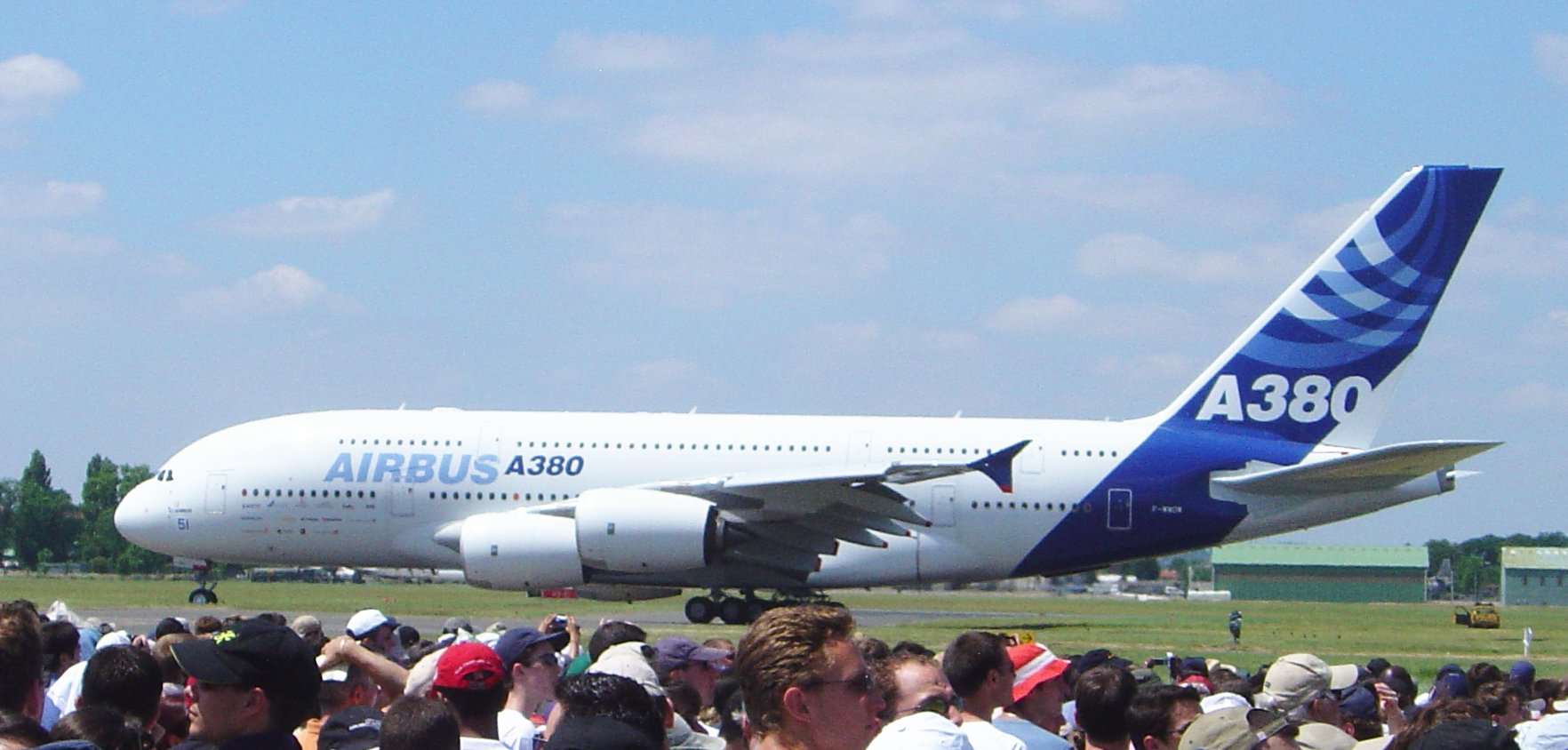
A380 au salon de 2005.

Les principaux avions civils présentés durant cette édition, du 13 au 19 juin 2005, ont été : l'Airbus A380 (première présentation sur un salon), le Boeing 777-240 LR, des avions ukrainiens et russes, des avions régionaux d’Embraer (dont le 190), de Bombardier (avec le Global 5000), etc. L’aviation d’affaires est aussi représentée par Dassault Aviation et son nouveau Falcon 7X, Gulfstream, Raytheon, Piaggio, Pilatus... 238 aéronefs ont ainsi été présentés, dont une soixantaine en vol, et 1 926 exposants, venus de quarante-et-un pays. étaient présents. C'est également le dernier salon proposant une démonstration aérienne de l'A318 et de l'A340-600 et une présentation statique de l'A340-300 (aux couleurs d'Air Tahiti Nui).
L’aviation militaire occupe une place significative et les plus grands constructeurs mondiaux d’hélicoptères sont présents : Eurocopter, Agusta Westland, Bell Helicopter qui revient cette année au Salon, HAL. 
Sans oublier les aéronefs non habités avec les drones d’EADS, Dassault, IAI et Northrop Grumman, les conférences UAV-Drones, l’Espace, et cette année pour la première fois un focus sur l’aviation légère (sur l’aire Galilée en zone sud du salon).
L'entrée du salon est réservée aux professionnels les quatre premiers jours, les trois jours suivants étant ouverts au public. Au total ce sont près de 480 000 visiteurs qui se sont rendus au salon pour cette édition, dont 120 000 personnes pour le samedi et le dimanche.

### Édition 2007 (47eédition)
Comme pour les précédentes éditions, le salon, qui s'est déroulé du 18 au 24 juin 2007, n'était ouvert au grand public que le week-end à partir du vendredi, soit les 22, 23 et 24 juin.
Ce 47e salon a connu une affluence record avec, notamment, plus de 2 000 exposants venus  de 42 pays, 153 920 visiteurs professionnels et plus de 400 000 entrées, tous publics confondus. Les constructeurs y ont enregistré d'importantes commandes, notamment Airbus avec 425 ventes fermes.

Le Rafale, après une démonstration au cours de laquelle il effectue de nombreux changements de trajectoire, termine son vol par un passage en vol lent à basse altitude au-dessus de la piste, dans le sens du vent. Afin de réussir ce vol lent, il adopte une attitude de vol très cabrée. Cette phase de vol nécessite de développer, malgré sa lenteur, une très forte puissance. À la fin de ce vol lent, il monte pratiquement à la verticale, effectue un tonneau dans cette position afin de se positionner dans le bons sens pour son atterrissage face au public, puis amorce une demi-boucle. Lorsqu'il est sur le dos, il réduit les moteurs, sort le train d'atterrissage, termine sa demi-boucle sur l'élan et se pose. Il est rare de voir ce genre d'appareil se poser en planant à la sortie de sa boucle.
Il est interdit, au Bourget, de couper volontairement un moteur en vol et, d'autre part, l'alimentation hydraulique des commandes de vol doit être maintenue ; cependant, pendant cette phase, les moteurs restent en fonctionnement sans pour autant donner à l'avion leur poussée habituelle.
Le Tigre, qui est le seul hélicoptère capable de se maintenir sur le dos. Bien sûr, il ne peut pas voler longtemps dans cette position qui est possible grâce à une inversion de pas de son rotor principal.
Signalons aussi, pour son deuxième salon consécutif, le vol de l'Airbus A380 qui, contrairement à celui qui évoluait en 2005, était équipé de moteurs Engine Alliance GP7200.
Et également, pour sa première présentation en vol, le Bell/Agusta BA609, un convertible de type « Tiltrotor », avec son mode de décollage en hélicoptère et son passage en mode avion grâce à une rotation de 90° de ses deux moteurs.

### Édition 2009 (48eédition)
Le salon, programmé du 15 au 21 juin 2009, a ouvert ses portes aux visiteurs professionnels le 15 juin 2009 à 9 h 30 (heure locale) et a connu une importante affluence dès ce premier jour. Malgré la pluie qui est abondamment tombée sur Le Bourget une bonne partie de la journée, les démonstrations en vol ont pu avoir lieu entre 13 h 26 et 16 h 11 (heure locale), permettant de voir évoluer une vingtaine d'appareils de tous types, allant du Rex Composite APM 40 Simba à l'Airbus A380 en passant par le Rafale et l'Eurocopter Tigre que l'on peut voir maintenant depuis plusieurs années, à chaque salon. Et, parmi les nouveautés, le Soukhoï Superjet 100.
Pour fêter le centenaire du salon, quelques anciens avions sont présentés en vol comme le Blériot XI-2, le Boeing B-17G Flying Fortress ou le Douglas DC-3.
Le samedi 20 juin a vu le grand retour de la Patrouille de France, qui n'avait pas évolué au-dessus du Bourget depuis la trentième édition du salon, en 1973 qui, à la suite de l'accident du Tupolev Tu-144, avait mis fin aux grandes démonstrations aériennes. Pour mémoire, lors du 27e salon en 1967, l'un des pilotes de la Patrouille de France avait trouvé la mort lors du meeting aérien, ne faisant aucune autre victime lors de son crash.
Réservé aux professionnels entre le 15 et le 18 juin, le salon était ouvert au grand public le vendredi 19, ainsi que les deux jours du week-end (les 20 et 21 juin). Les organisateurs promettaient, pour chacun de ces trois jours : « un spectacle unique quotidien avec plus de trois heures de démonstrations en vol ».
Le Salon 2009 en quelques chiffres :
- plus de 2 000 exposants annoncés, dont 60 % d’étrangers ;
- plus de 70 % de PME, plus nombreuses à chaque édition ;
- des rencontres professionnelles entre donneurs d’ordre et fournisseurs, inaugurées en 2007, avec plus de 6 000 rendez-vous d’affaires et technologiques.

Les organisateurs ont annoncé, dimanche 21 juin que : « Le 48e salon aéronautique du Bourget a reçu un peu moins de visiteurs professionnels en raison de la crise mais enregistre un beau succès public. Pour les journées professionnelles, qui se déroulaient de lundi à jeudi, nous avons eu 140 000 visiteurs professionnels pour 150 000 en 2007, ce qui prouve que les sociétés ont fait quelques économies ». Le nombre total de visiteurs, tous publics confondus, est du même ordre que celui du salon de 2007.

### Édition 2011 (49eédition)

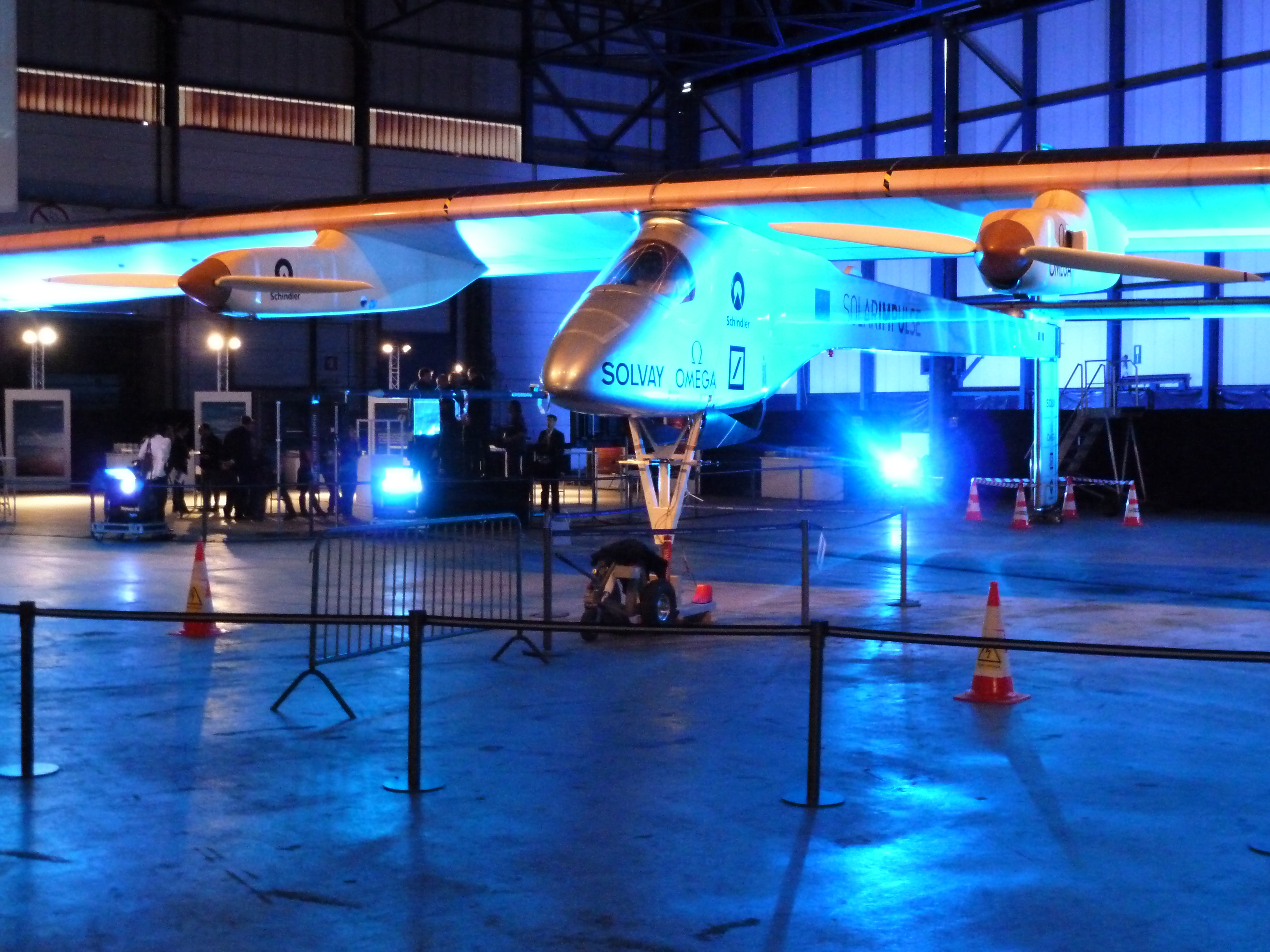
Solar Impulse à Bruxelles (2011).

L'édition 2011 du salon accueille, du 20 au 26 juin 2011, plus de 2 100 exposants internationaux répartis dans 28 pavillons internationaux et présente 150 aéronefs, dont l'avion solaire Solar Impulse. Le salon est marqué notamment par la présence pour la première fois d'un avionneur chinois, COMAC, qui selon les analystes du secteur, doit devenir à terme un concurrent d'Airbus ainsi que par la venue de trois nouveaux avions de la société  Boeing : les versions passager et cargo du  747-8 et le 787 Dreamliner.
Les avions d'EADS manquent de chance dans leurs présentations en vol. Un A380 de la compagnie aérienne Korean Air doit remplacer l'avion du constructeur, endommagé la veille de l'ouverture du salon, tandis que le nouvel avion de transport militaire A400M est victime d'une défaillance moteur ; il a pu tout de même effectuer des vols de démonstration raccourcis. L'Eurocopter X3, un prototype de gyrodyne  c'est-à-dire d'hybride hélicoptère-avion, a fait pour la première fois une présentation en vol. Airbus engrange dans le cadre du salon un total de 910 commandes pour un montant de 88 milliards de dollars, dont 60 A320 NEO commandés par le loueur américain GECAS, tandis que son concurrent Boeing annonce 141 commandes pour un total de vingt-deux milliards de dollars.
En ce qui concerne l'hélicoptère, le salon permet de découvrir le Sikorsky CH-148 Cyclone sous sa livrée canadienne mais également le Caïman Marine.
Le salon a bénéficié d'une bonne fréquentation avec 145 000 professionnels et 200 000 visiteurs dans le cadre des journées ouvertes au public dont 120 000 pour la journée du 26 juin 2011.

### Édition 2013 (50eédition)

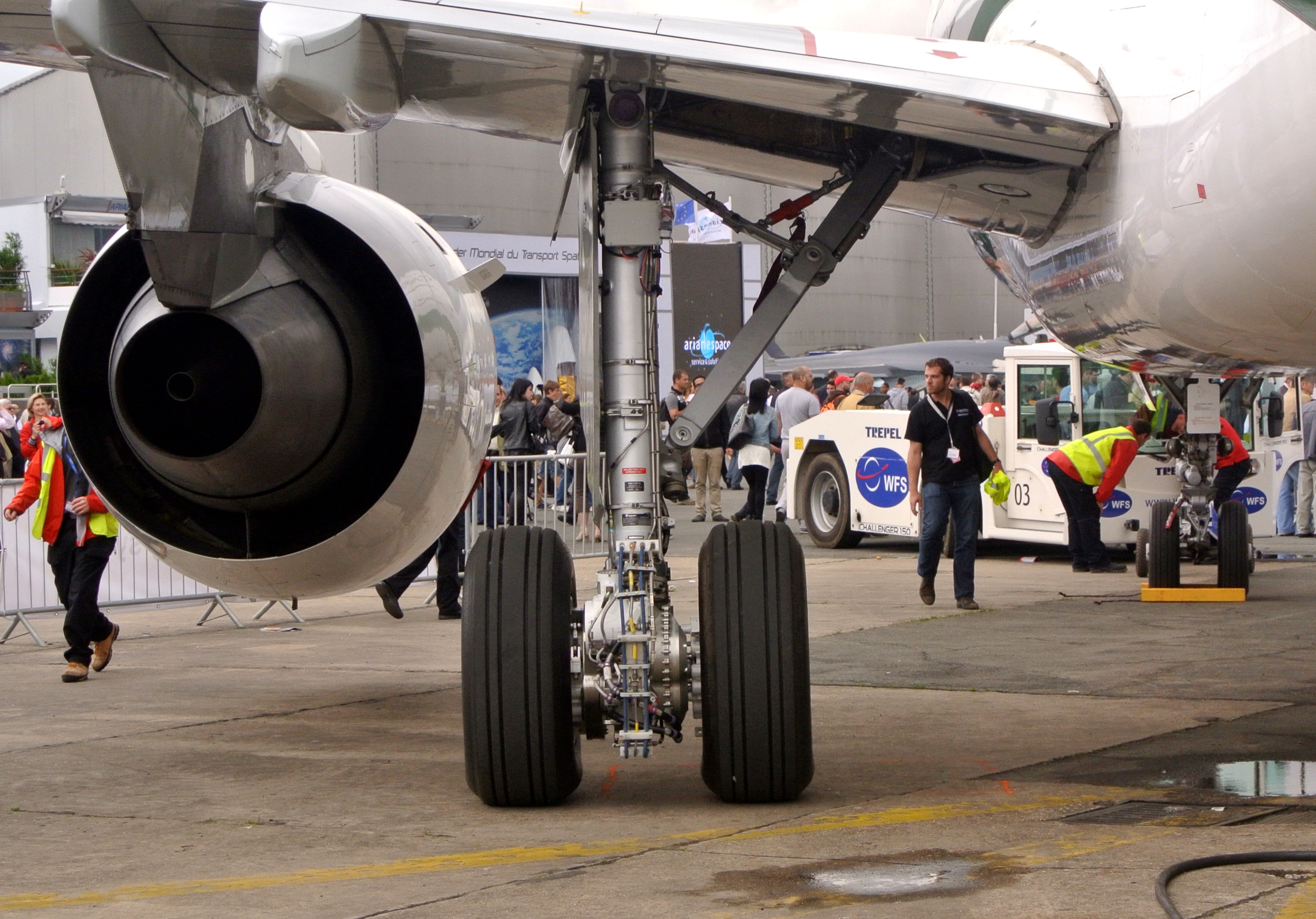
L'EGTS de Safran et Honeywell.

Au cours de cette édition, du 17 au 23 juin 2013, le groupe américain de consultants Teal publie le 17 juin une étude qui prévoit que le marché mondial des drones va doubler en dix ans, pour atteindre 11,6 milliards de dollars par an. Le même jour, le constructeur brésilien Embraer officialise le lancement de sa nouvelle génération de jets régionaux baptisée E2 (E175, E190 et E195 sont les trois versions de cette famille E2). 
Parmi les nouveautés de cette 50e édition, EGTS International, une coentreprise lancée en 2011 par Safran et Honeywell, effectue les premières démonstrations publiques d'EGTS (Electric Green Taxiing System), système de taxiage électrique par une double motorisation située dans les jantes du train d'atterrissage d'un Airbus A320, ce qui permet une réduction de consommation allant jusqu’à 4 % par cycle de vol.

### Édition 2015 (51eédition)
Le salon, programmé du 15 au 21 juin 2015) a ouvert ses portes aux visiteurs professionnels le lundi 15 juin 2015 à 8 h 30 (6 h 30 UTC) et s'est terminé, comme les précédentes éditions, par trois journées grand public, les vendredi 19, samedi 20 et dimanche 21 juin, de 8 h 30 à 18 h. 
Le salon 2015 constitue l'édition record en termes de fréquentation avec un total de 351 584 visiteurs. 
Près de 120 aéronefs civils et militaires, parmi les plus innovants et les plus spectaculaires du monde, étaient présentés cette année et 2 260 exposants venant de 47 pays ont animé les stands du salon.
Selon le journal Industrie et Technologies, les dix rendez-vous technologiques de ce salon étaient : le « start-up village », les petites et moyennes entreprises de Systematic Paris-Region, le lancement d'un outil anti-survols illicites de drones, l'envol de l'e-Fan du groupe Airbus,  l'interface de réalité virtuelle d'Optis pour se mettre dans la peau d'un opérateur de maintenance, un moteur électrique de Siemens, la chambre de combustion Tosca, Passenger Experience de Dassault Systèmes,  le drone phosphorescent de Dronovia et Air-Cobot le robot qui inspecte l'extérieur des avions présenté par Akka Technologies.

### Édition 2017 (52eédition)
Dates : du 19 au 25 juin 2017.
Le salon 2017 remporte le record de commandes passées, tous secteurs confondus, avec un volume qui atteint cent-cinquante milliards de dollars.
Au cours de cette édition, 140 aéronefs sont exposés dont 45 présentations en vol.
Au total, environ 322 000 visiteurs sont venus assister au salon 2017, dont 180 000 visiteurs Grand Public et 142 000 visiteurs professionnels. Cette fréquentation est en recul par rapport à l'édition record de 2015, avec une diminution de 6 % pour les quatre premiers jours d'exposition. La raison principale avancée est le déroulement des attentats en France et l'application de l'état d'urgence.[réf. nécessaire]
Les succès principaux de l'édition 2017 sont le hall de l'avion des métiers, qui a accueilli environ 60 000 visiteurs étudiants, scolaires et accompagnants, ainsi que le « Paris Air Lab », installé dans le hall Concorde du Musée de l'Air et de l'Espace du Bourget qui avait pour but de promouvoir des multiples startups, comme Airborne Concept ou Donecle, travaillant sur l'avenir de l'aéronautique en partenariat avec les industriels.

### Édition 2021 (annulée)
Cette édition, qui devait être la 54e, a été annulée en raison de la pandémie de Covid-19[réf. souhaitée].

### Édition 2023

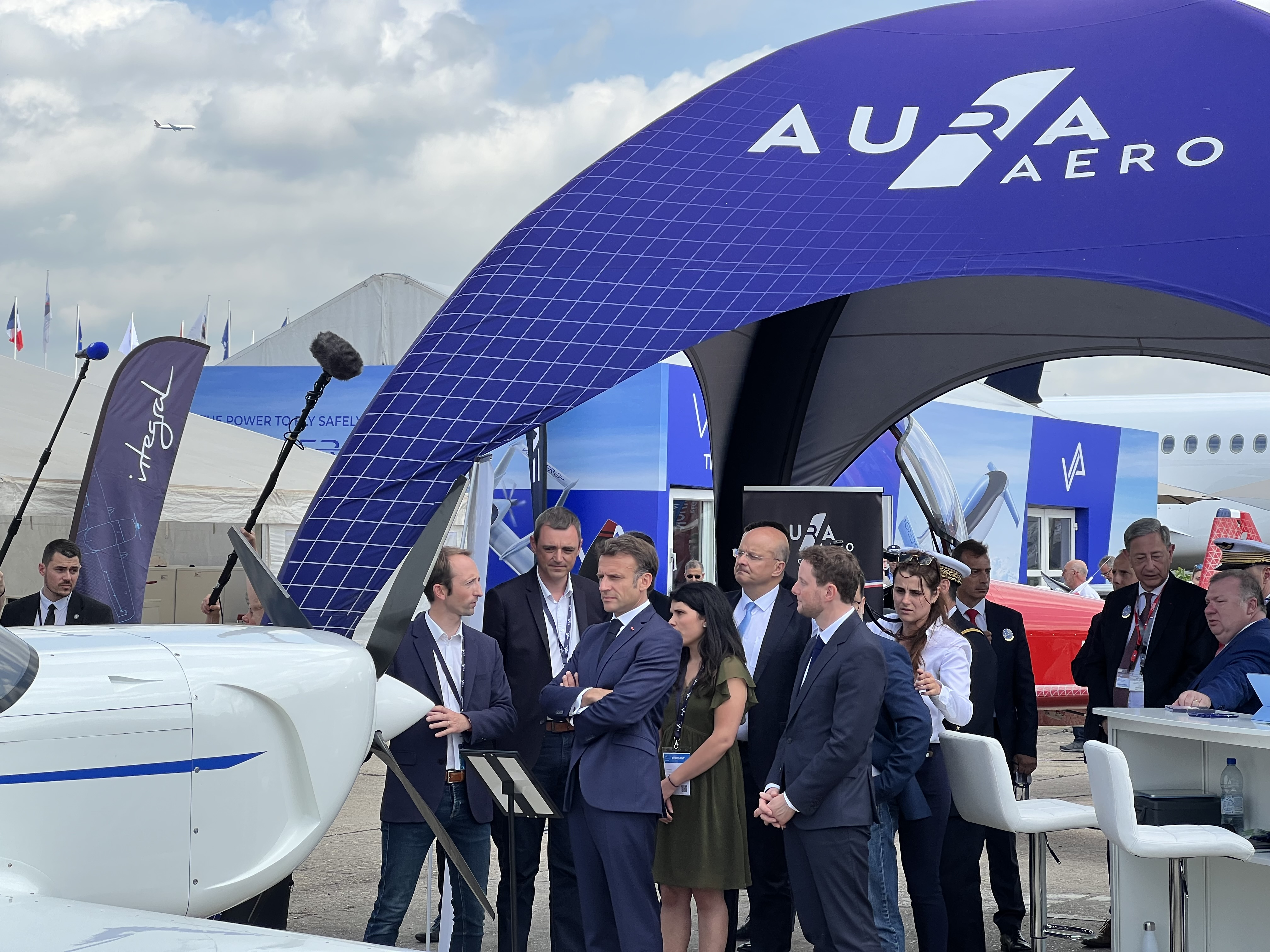
Visite présidentielle sur le stand d'Aura Aéro en 2023.

### Édition 2025

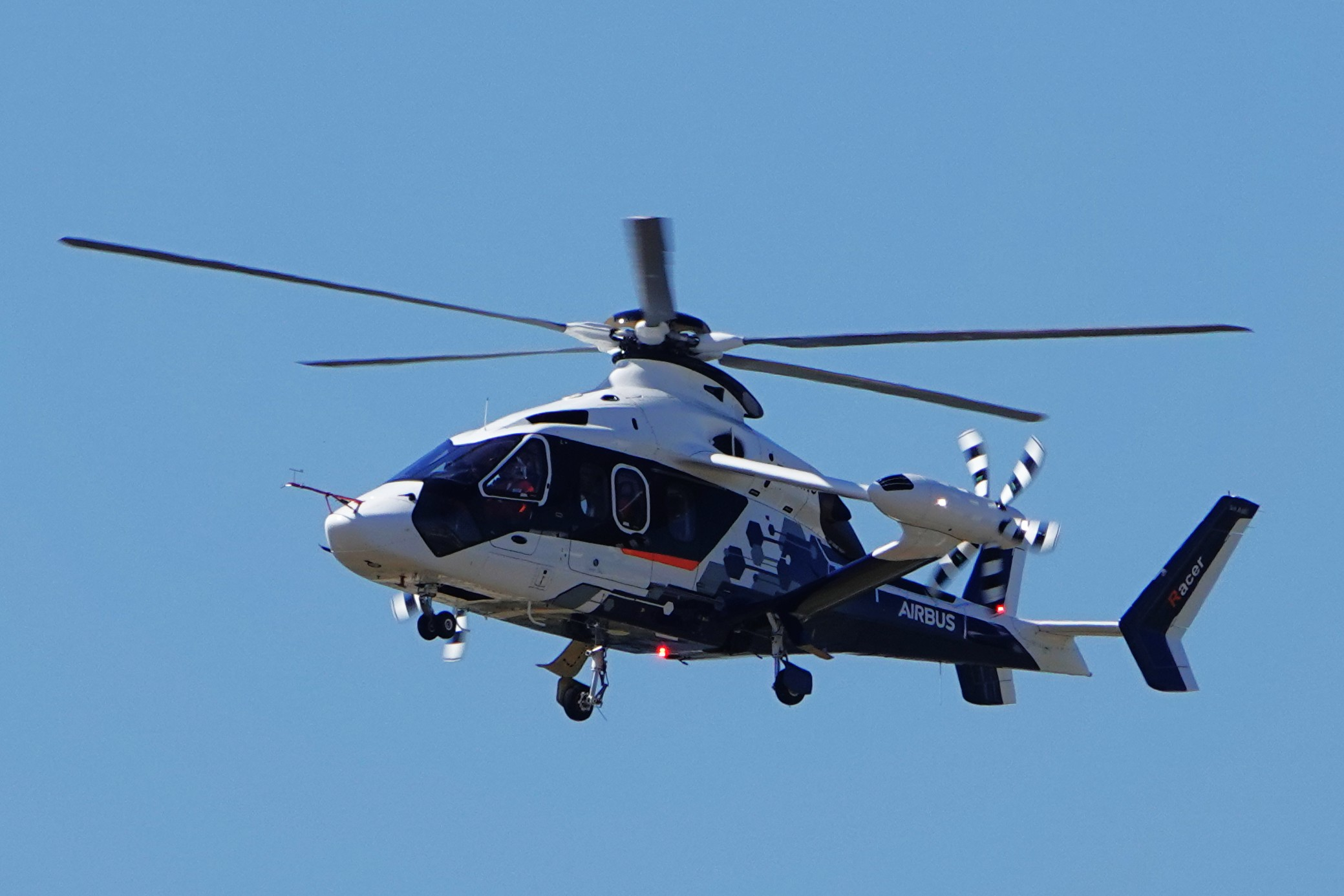
Présentation de l'Airbus Helicopters RACER en 2025.

### Médiagraphie
- Christian Lamet et Antoine Laviolle, Histoire du Salon International de l'Aéronautique et de l'Espace, Gaumont Pathé Archives, 2009.